# Julia Nicol
Julia Nicol (1956 – 3 de abril de 2019) foi uma ativista e bibliotecária sul-africana. Nicol trabalhou junto de grupos LGBT na África do Sul e foi co-fundadora e líder da Organização de Ativistas Lésbicas e Gays (OLGA).

## Biografia
Nicol nasceu em 1956 em Joanesburgo. Ela estudou na Universidade da Cidade do Cabo e trabalhou como bibliotecária até sua aposentadoria em 1997.
Nicol começou a atuar como ativista LGBT no início da década de 1980. Ela iniciou a primeira organização para lésbicas na África do Sul, chamada Lésbicas Apaixonadas e em Situações Comprometedoras (LILACS). Como ativista, Nicol também esteve envolvida com a Associação Gay da África do Sul (GASA) e foi um dos membros fundadores da associação Lésbicas e Gays Contra Opressão (LAGO). Mais tarde, a LAGO virou a Organização de Ativistas Lésbicas e Gays (OLGA), sendo que Nicol e sua parceira, Sheila Lapinsky, eram as únicas lésbicas do grupo, ambas atuando em papéis de liderança. Lapinsky e Nicol foram diretamente responsáveis por garantir que os direitos LGBT fizessem parte do Movimento Antiapartheid.
Nicol morreu no dia 3 de abril de 2019.

## 30em
1. ↑  Hoad, Neville Wallace; Martin, Karen; Reid, Graeme (2005). Sex and Politics in South Africa. Juta and Company Ltd (em inglês). Cape Town: [s.n.] ISBN 978-1-77013-015-9
2. ↑  «The Julia Nicol Photographic Collection» (PDF). GALA
3. ↑  «Remembering and Honouring Julia Nicol» (PDF). GALA
4. ↑  Chesnut, Mark. «Out of South Africa» (PDF). Out Week. 35 páginas
5. 1 2  «Julia Nicol». South African History Online